# La Côte-d’Aime
La Côte-d’Aime – miejscowość i dawna gmina we Francji, w regionie Owernia-Rodan-Alpy, w departamencie Sabaudia. W 2013 roku jej populacja wynosiła 882 mieszkańców.
W dniu 1 stycznia 2016 roku z połączenia czterech ówczesnych gmin – Bellentre, La Côte-d’Aime, Mâcot-la-Plagne oraz Valezan – utworzono nową gminę La Plagne-Tarentaise. Siedzibą gminy została miejscowość Mâcot-la-Plagne.